# Complexo Desportivo Sultão Qabus
O Complexo Desportivo Sultão Qabus (em árabe: مجمع السلطان قابوس الرياضي) é um estádio multiuso público localizado na cidade de Mascate, capital de Omã. Oficialmente inaugurado em 19 de outubro de 1985, sua capacidade de público original alcançava 40 000 espectadores, porém após recentes reformas ocorridas em 2021, foi reduzida para os atuais 28 000 lugares.
Trata-se do maior estádio do país e a principal casa onde a Seleção Omanense de Futebol manda suas partidas amistosas e oficiais válidas por competições continentais. Além disso, os tradicionais clubes da capital omanense Bosher Club e Muscat Club também mandam ali jogos válidos por competições nacionais e continentais.